# Zavrelimyia signatipennis
Zavrelimyia signatipennis är en tvåvingeart som först beskrevs av Jean-Jacques Kieffer 1924.  Zavrelimyia signatipennis ingår i släktet Zavrelimyia och familjen fjädermyggor. Inga underarter finns listade i Catalogue of Life.